# Rain (canción de Angela Aki)
«Rain» es el primer sencillo de Angela en Japón, y el primero en tener video promocional. En el video canta en directo en un concierto, y toca el piano ella misma a la vez que canta. Aparecerá más tarde en su primer álbum con Sony, HOME.

## Información
Artista
Angela Aki
Canción
Rain
Letra y música
Angela Aki
Otra información
Arreglos: Angela Aki, Matsuoka Motoki
Batería: Muraishi Masayuki 
Bajo: Okiyama Yuuji 
Guitarra eléctrica, pandereta: Matsuoka Motoki
Órgano Hammond: Ito Takahiro 
Piano: Angela Aki

## Angela Comenta
"Alguna vez, todo el mundo, se siente oscuro y melancólico. Todos lo experimentamos alguna vez. Esta canción es sobre como qusiera que cada memoria fluyera con la lluvia; es una canción que rompe el corazón. Sin embargo hay un mensaje positivo en todo esto para aquel al que quisiera amar de nuevo.
Es una pieza de solo piano en mi mini-disco indie ONE, y en los directos, pero ahora la canción ha crecido añadiéndole a la banda en el fondo" -- Angela Aki

## Desambiguación
Hay dos versiones conocidas de Rain en la discografía de Angela hasta este momento:
Rain
Encontrada en el mini-álbum indie ONE como la canción dos. Es una versión de solo piano.
Rain (versión del videoclip)
Es una versión en directo de la canción de ONE.
Rain (Re-arrangement)
Encontrada en el álbum HOME como la canción 8. En esta versión hay una banda acompañando a Angela.
Rain (directo en My Keys 2006)
Encontrada en el DVD/Blu-ray disc Angela Aki MY KEYS 2006 in Budokan como la canción 1. Es una versión de solo piano.